# Setosophroniella rufa
Setosophroniella rufa är en skalbaggsart som beskrevs av Stefan von Breuning 1970. Setosophroniella rufa ingår i släktet Setosophroniella och familjen långhorningar. Inga underarter finns listade i Catalogue of Life.